# Tianya

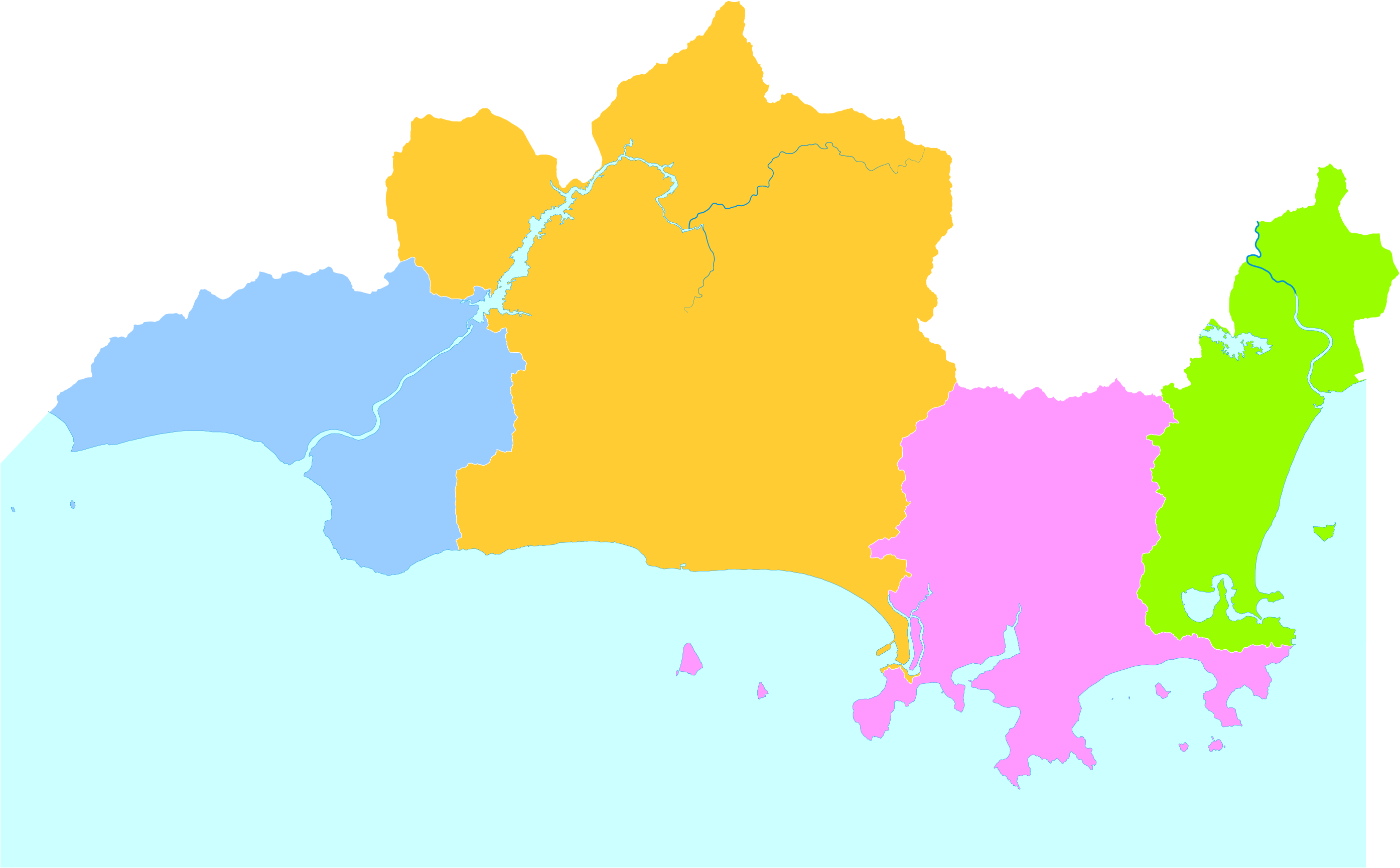
Tianya im Zentrum von Sanya

Tianya (chinesisch 天涯区, Pinyin Tiānyá Qū) ist ein Stadtbezirk im Zentrum und im Westen der bezirksfreien Stadt Sanya in der Provinz Hainan der Volksrepublik China. Er hat eine Fläche von 916,4 km² und ist damit der flächenmäßig bei weitem größte der vier Stadtbezirke. Die Einwohnerzahl beträgt 353.698 (Stand: Zensus 2020). Der Flughafen Sanya liegt in diesem Stadtbezirk.
Tianya wurde als Stadtbezirk am 30. Juli 2014 gegründet und umfasst das Gebiet der ehemaligen Großgemeinden Fenghuang (凤凰镇), Tianya (天涯镇) und Yucai (育才镇), des ehemaligen „Stadtviertels“ Hexi (河西区) und der Staatsfarm Licai (国营立才农场).

## Administrative Gliederung
Anders als sonst in China üblich, ist die Dorfebene in Tianya administrativ direkt der Kreisebene (Stadtbezirk) unterstellt. Die Gemeindeebene fehlt. Auf Dorfebene setzt sich Tianya aus 22 Einwohnergemeinschaften und 30 Dörfern zusammen. Diese sind:
- Einwohnergemeinschaft Changzhan (场站社区);
- Einwohnergemeinschaft Chaoyanglu (朝阳路社区);
- Einwohnergemeinschaft Chunyuan (春园社区);
- Einwohnergemeinschaft Danzhoucun (儋州村社区);
- Einwohnergemeinschaft Guangming (光明社区);
- Einwohnergemeinschaft Heping (和平社区);
- Einwohnergemeinschaft Hongqijie (红旗街社区);
- Einwohnergemeinschaft Huihui (回辉社区);
- Einwohnergemeinschaft Huixin (回新社区);
- Einwohnergemeinschaft Jianshejie (建设街社区);
- Einwohnergemeinschaft Jichanglu (机场路社区);
- Einwohnergemeinschaft Jinjiling (金鸡岭社区);
- Einwohnergemeinschaft Lingbei (岭北社区);
- Einwohnergemeinschaft Maling (马岭社区);
- Einwohnergemeinschaft Nanhai (南海社区);
- Einwohnergemeinschaft Qunzhongjie (群众街社区);
- Einwohnergemeinschaft Xidao (西岛社区);
- Einwohnergemeinschaft Xinjian (新建社区);
- Einwohnergemeinschaft Yangxin (羊新社区);
- Einwohnergemeinschaft Yazaitang (鸭仔塘社区);
- Einwohnergemeinschaft Youyilu (友谊路社区);
- Einwohnergemeinschaft Yugang (榆港社区);
- Dorf Bao’an (抱安村);
- Dorf Baolong (抱龙村);
- Dorf Baoqian (抱前村);
- Dorf Binglang (槟榔村);
- Dorf Bufu (布甫村);
- Dorf Guoling (过岭村);
- Dorf Haipo (海坡村);
- Dorf Heitu (黑土村);
- Dorf Hongtang (红塘村);
- Dorf Hua (华村);
- Dorf Lixin (立新村);
- Dorf Longmi (龙密村);
- Dorf Majiao (马脚村);
- Dorf Maliang (马亮村);
- Dorf Meicun (梅村村);
- Dorf Miaolin (妙林村);
- Dorf Mingshan (明善村);
- Dorf Nahui (那会村);
- Dorf Nashou (那受村);
- Dorf Qingfa (青法村);
- Dorf Shuijiao (水蛟村);
- Dorf Tailou (台楼村);
- Dorf Taling (塔岭村);
- Dorf Tongjing (桶井村);
- Dorf Wenmen (文门村);
- Dorf Xinlian (新联村);
- Dorf Yaliang (雅亮村);
- Dorf Yalin (雅林村);
- Dorf Yanglan (羊栏村);
- Dorf Zhanan (扎南村).